# Anita Mondolfo
Anita Mondolfo (Senigallia, 9 febbraio 1886 – Senigallia, 4 marzo 1977) è stata una bibliotecaria e paleografa italiana.
È considerata un'eminente bibliotecaria del suo tempo. Ha contribuito in maniera determinante alla politica bibliotecaria italiana partecipando anche alla ricostruzione delle biblioteche distrutte durante la seconda guerra mondiale.

## Biografia
Inizia la carriera bibliotecaria nel 1909 alla Biblioteca Marciana di Venezia e dal 1926 al 1928 dirige la Biblioteca statale di Lucca. Dal 1937 dirige la Biblioteca Nazionale Centrale di Firenze, fino al 1954, anno del suo pensionamento.
A causa delle sue origini ebraiche e delle sue idee politiche fu perseguitata durante il periodo fascista; nel 1938 venne licenziata dal Ministero dell'educazione nazionale, arrestata e trattenuta in carcere per 14 giorni, e successivamente confinata in un paese in provincia di Potenza. Fu graziata da Mussolini nel 1942 e reintegrata solo nel 1945. La BFUW non era riuscita a garantirle lo status di rifugiata.
Contribuì alla formazione di Emanuele Casamassima.

## Opere
- Catalogo della mostra storica del giornalismo italiano, a cura e con prefazione di Anita Mondolfo. Firenze: Tip. Carnesecchi, 1925. 93 p.: ill.
- Emeroteca. In: Enciclopedia italiana di scienze, lettere ed arti. Vol. 13. Roma: Istituto G. Treccani, 1932, p. 894.
- Mostra bibliografica di musica italiana dalle origini alla fine del secolo XVIII, a cura e con prefazione di Anita Mondolfo. Firenze: Tip. Giuntina, 1937. 103 p.: ill.
- Indici e cataloghi delle biblioteche d'Italia: relazione storica e programma di lavoro presentato al Convegno nazionale dei bibliotecari italiani, Bolzano-Trento 14-16 maggio 1938. «Accademie e biblioteche d'Italia», 12 (1938), n. 3/6, p. 254-262.
- Vita delle biblioteche popolari in Italia. «Realtà politica», 1 (1945), n. 14, p. 19-20.
- L'avvenire delle biblioteche in Italia. «Realtà politica», 1 (1945), n. 23/24, p. 19-21.
- Le biblioteche d'Italia e la guerra. «Il ponte», 2 (1946), n. 6, p. 549-552.
- Indici e cataloghi delle biblioteche d'Italia. «La vita del libro», 1 (1947), n. 1, p. 6-12.
- L'Africa dalle origini alla metà del secolo XIX: mostra bibliografica, a cura di Anita Mondolfo; prefazione di Roberto Almagià. Firenze: Tip. Giuntina, 1948. 81 p.: ill.
- Prefazione. In: Soggettario per i cataloghi delle biblioteche italiane, a cura della Biblioteca nazionale centrale di Firenze. [Roma]: Centro nazionale per il catalogo unico delle biblioteche italiane e per le informazioni bibliografiche, [1956], p. IX-XIV.
- Automazione e biblioteche: nota al Congresso di Trieste. «Il ponte», 12 (1956), n. 7, p. 1246-1249.
- Anita Mondolfo, "Agnelli, Federico'", in Dizionario biografico degli italiani, vol. I, Roma, 1960, pp. 417–18.